# Belmontia
Belmontia es un género  de plantas de flores perteneciente a la familia Gentianaceae.  Comprende 28 especies descritas y de estas solo una aceptada con bastantes pendientes de clasificar.
En GRIN se le considera un sinónimo del género Sebaea Sol. ex R. Br.

## Taxonomía
El género fue descrito por  Ernst Heinrich Friedrich Meyer y publicado en Species Plantarum 1: 331. 1753. La especie tipo es: Frankenia laevis L.'

## Especies seleccionadas
- Belmontia baumiana
- Belmontia chevalieri
- Belmontia chionantha
- Belmontia cordata
- Belmontia debilis
- Belmontia divaricata